# Port-Louis (Morbihan)
 Port-Louis  (en bretón Porzh Loeiz) es una población y comuna francesa, situada en la región de Bretaña, departamento de Morbihan, en el distrito de Lorient y cantón de Port-Louis. Destaca por su magnífica ciudadela.

## Geografía
La historia de Port-Louis está íntimamente unida a su excepcional situación natural, pues protege cómodamente la entrada al estuario del Blavet y por tanto al puerto de Lorient.

## Historia
Denominada en la Edad Media Blavet debido al río que la bordea, el actual nombre de Port-Louis data de 1618 y es un homenaje al rey Luis XIII, quien quiso convertirla en una ciudad fortificada.
Para ello se quiso aprovechar el Fuerte del Águila construido por Cristóbal de Rojas durante la ocupación española de Port-Louis entre 1590 y 1598 y llamado así debido a su defensor, Juan del Águila.
Semidemolido a comienzos del siglo XVII, el valor estratégico del lugar no pasó inadvertido y muy pronto se proyectó una ciudadela que sería terminada en 1642 y pasó a ser el elemento clave de la defensa del estuario, muy activo tanto en siglo XVII como en el XVIII en el comercio colonial a través de la Compañía francesa de Indias. Mientras tanto la población circundante creció bajo la protección de las murallas y de la propia ciudadela.
Bajo la Revolución francesa, Port-Louis se llamó brevemente Port-de-l'Égalité (Puerto de la Igualdad) y Port-Liberté (Puerto Libertad).
Durante la Segunda Guerra Mundial, la ciudadela de Port-Louis sirvió de prisión, de centro de tortura y de lugar de ejecución de resistentes franceses, participando en la defensa de la base de submarinos alemanes U-boot de Lorient.
Hoy en día Port-Louis es una pequeña localidad englobada en el área urbana de Lorient.

## Lugares y monumentos
- Ciudadela. Es el principal activo turístico de Port-Louis, se encuentra abierta al público y la entrada incluye la visita al Museo de la Compañía de Indias[3] y al Museo Marítimo Nacional.[4]

Ciudadela

- Murallas. Las murallas rodean Port-Louis por su lado sur y oeste y pueden recorrerse, ofreciendo buenas vistas hacia Gâvres y el "pequeño mar" de Gâvres.
- Almacenes de balas de cañón (siglo XVIII).
- Almacenes de pólvora.
- Iglesia Notre-Dame-de-l'Assomption.

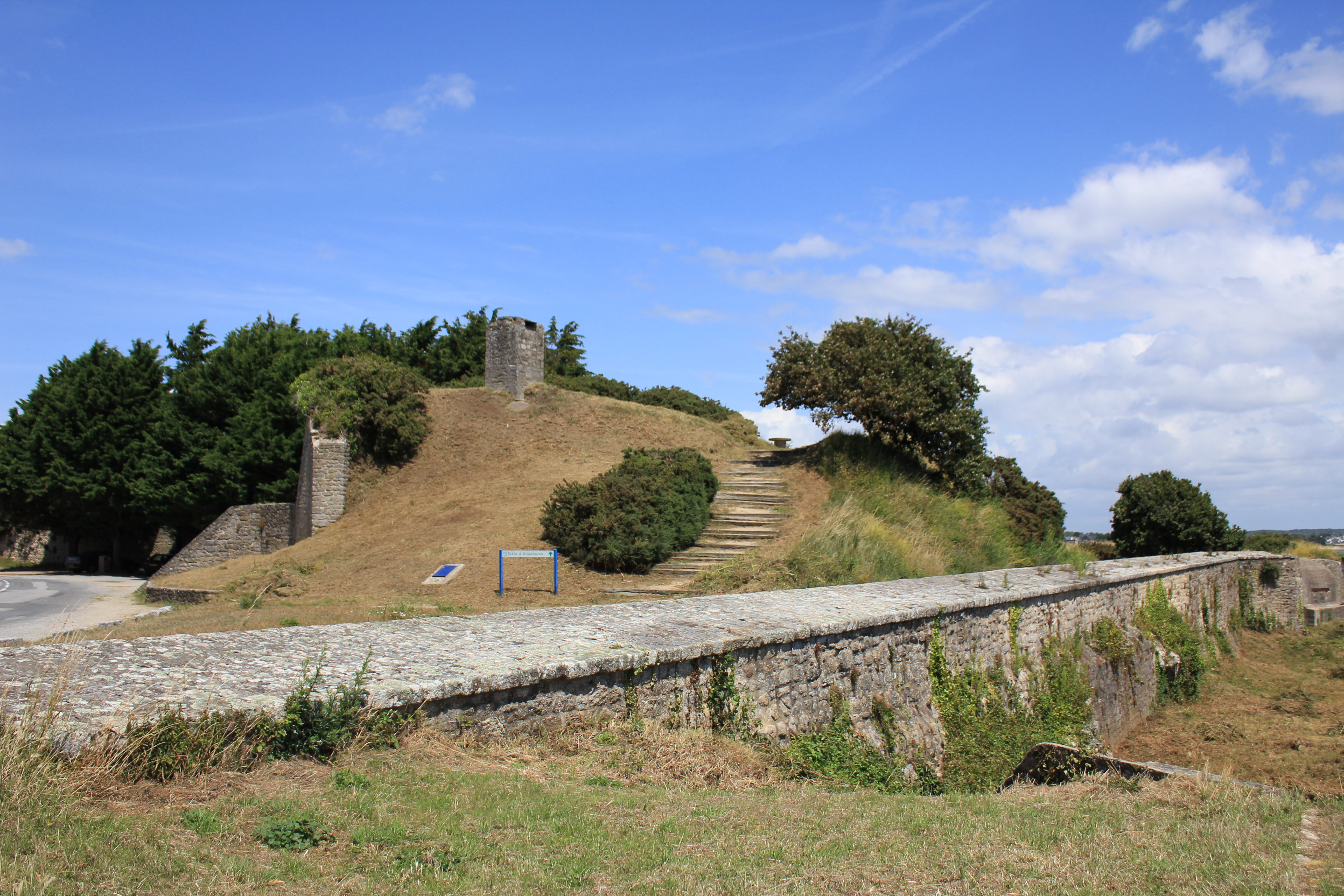
Bastión del papagayo.
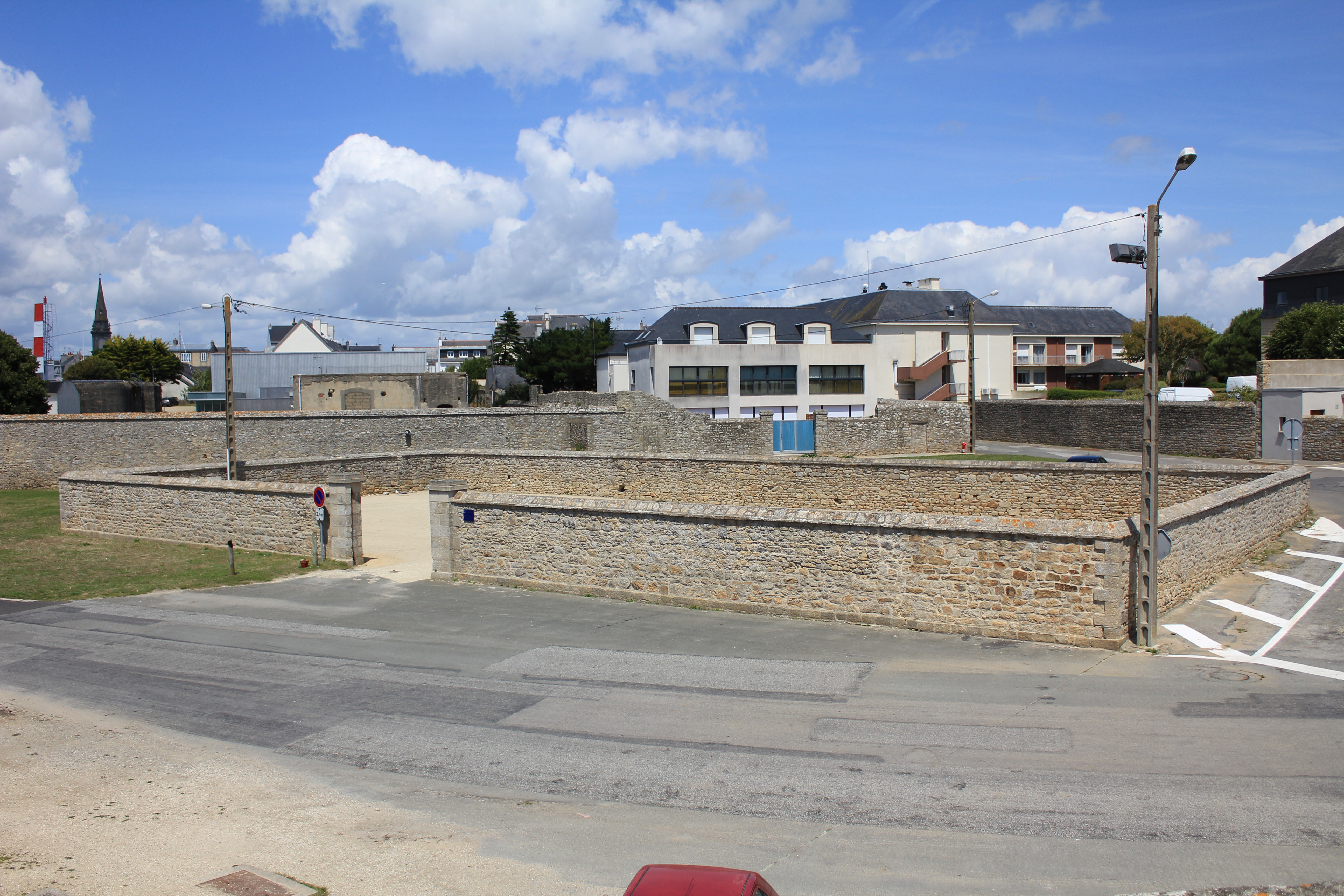
Almacén de balas de cañón.
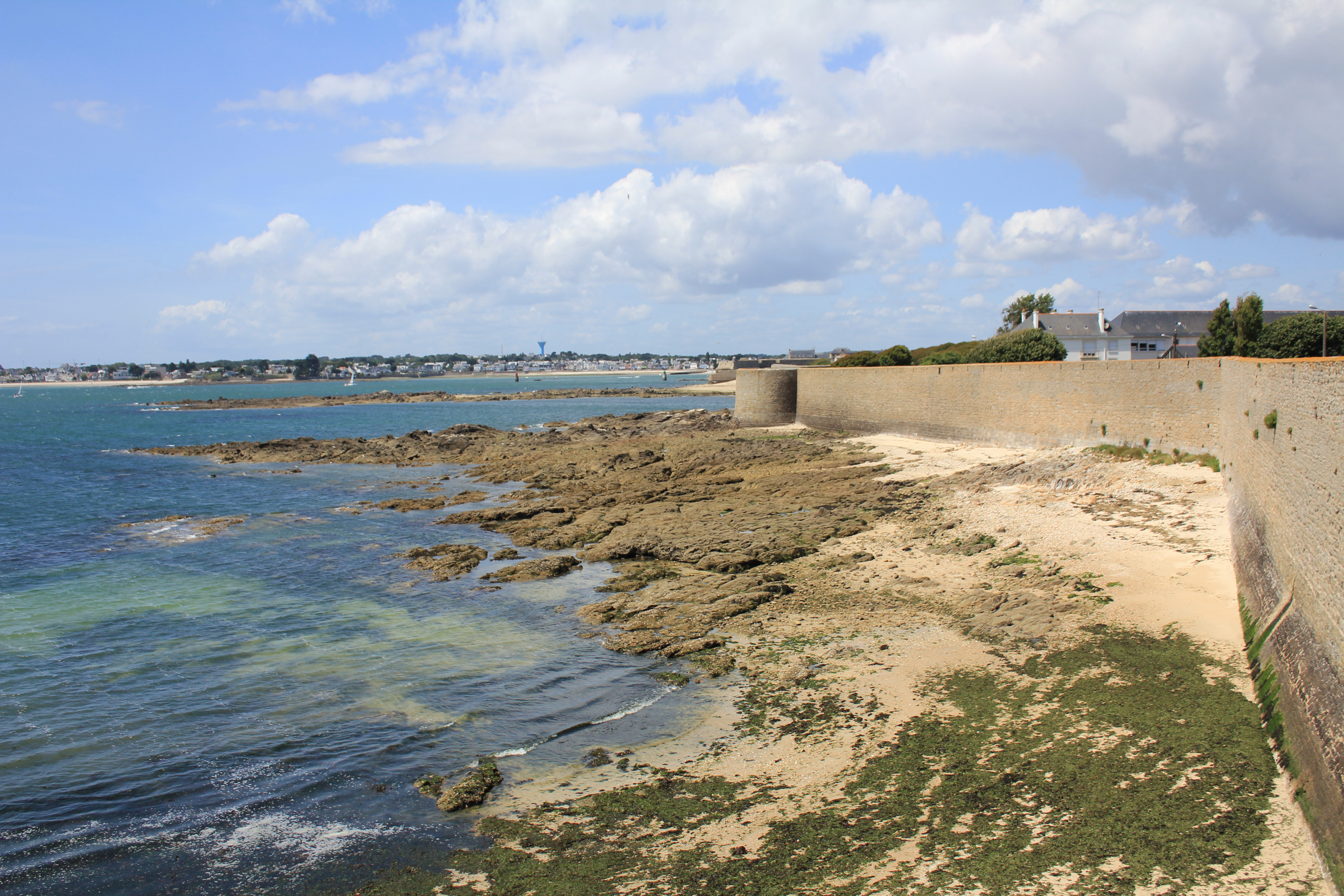
Murallas.
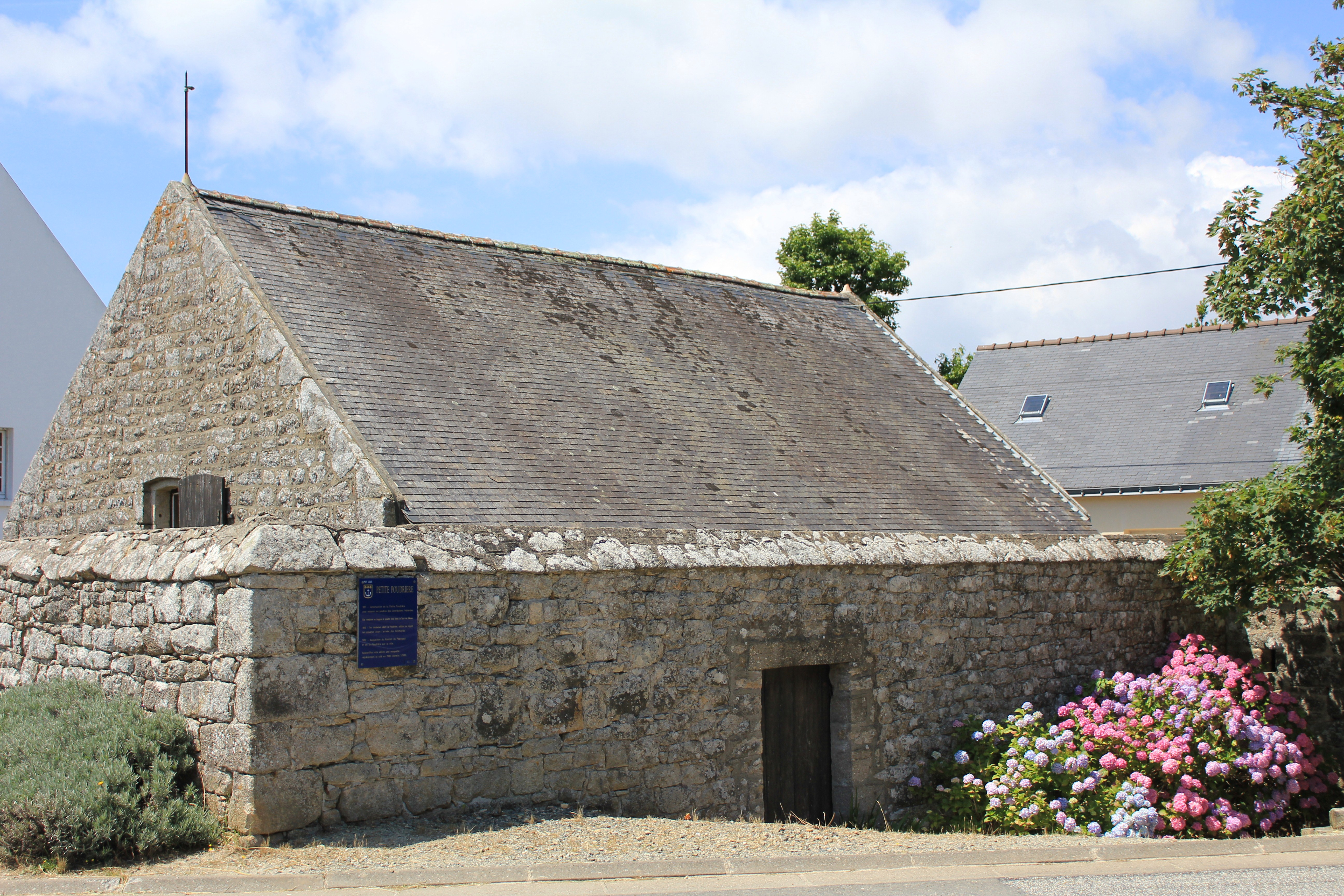
Pequeño almacén de pólvora.
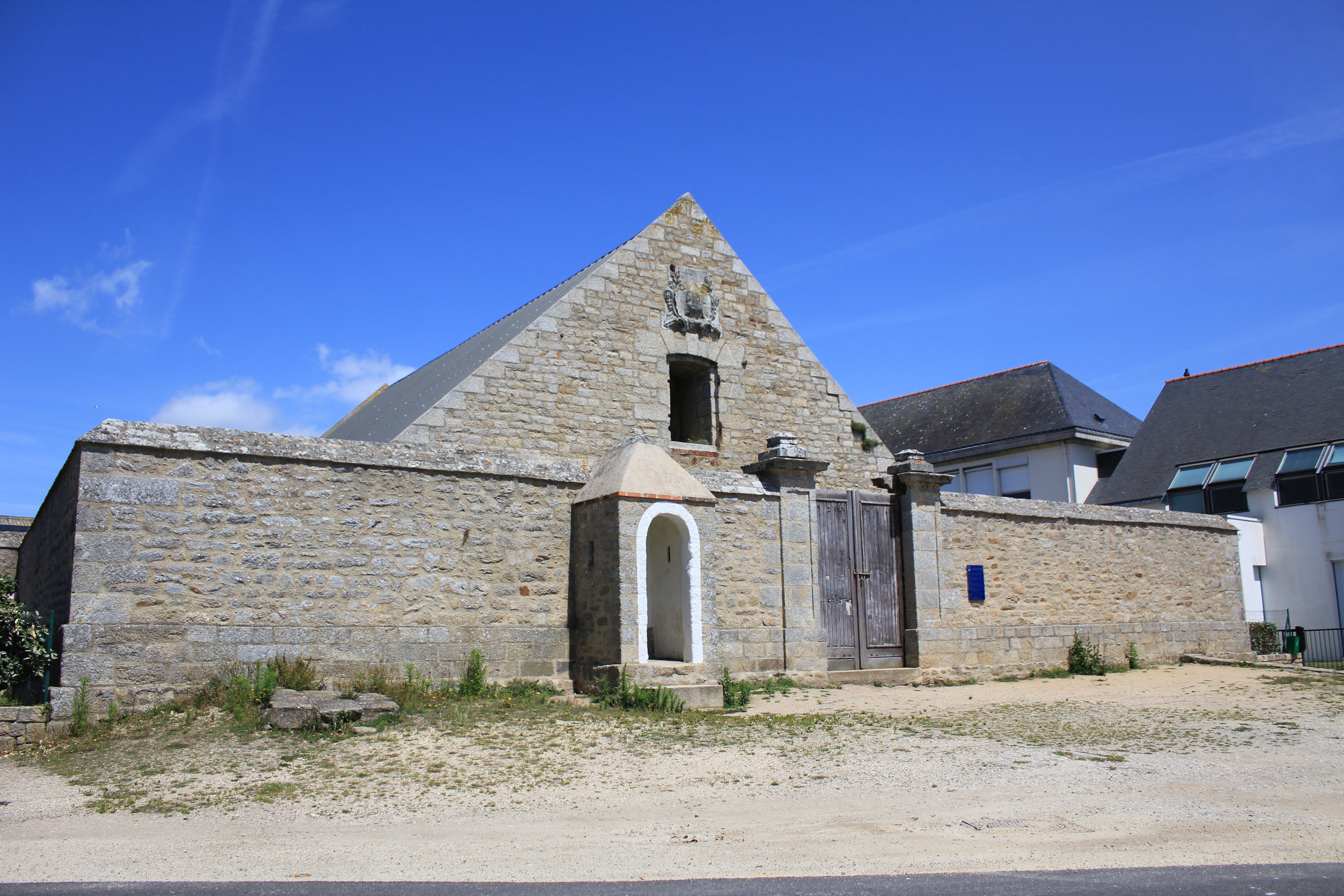
Gran almacén de pólvora.
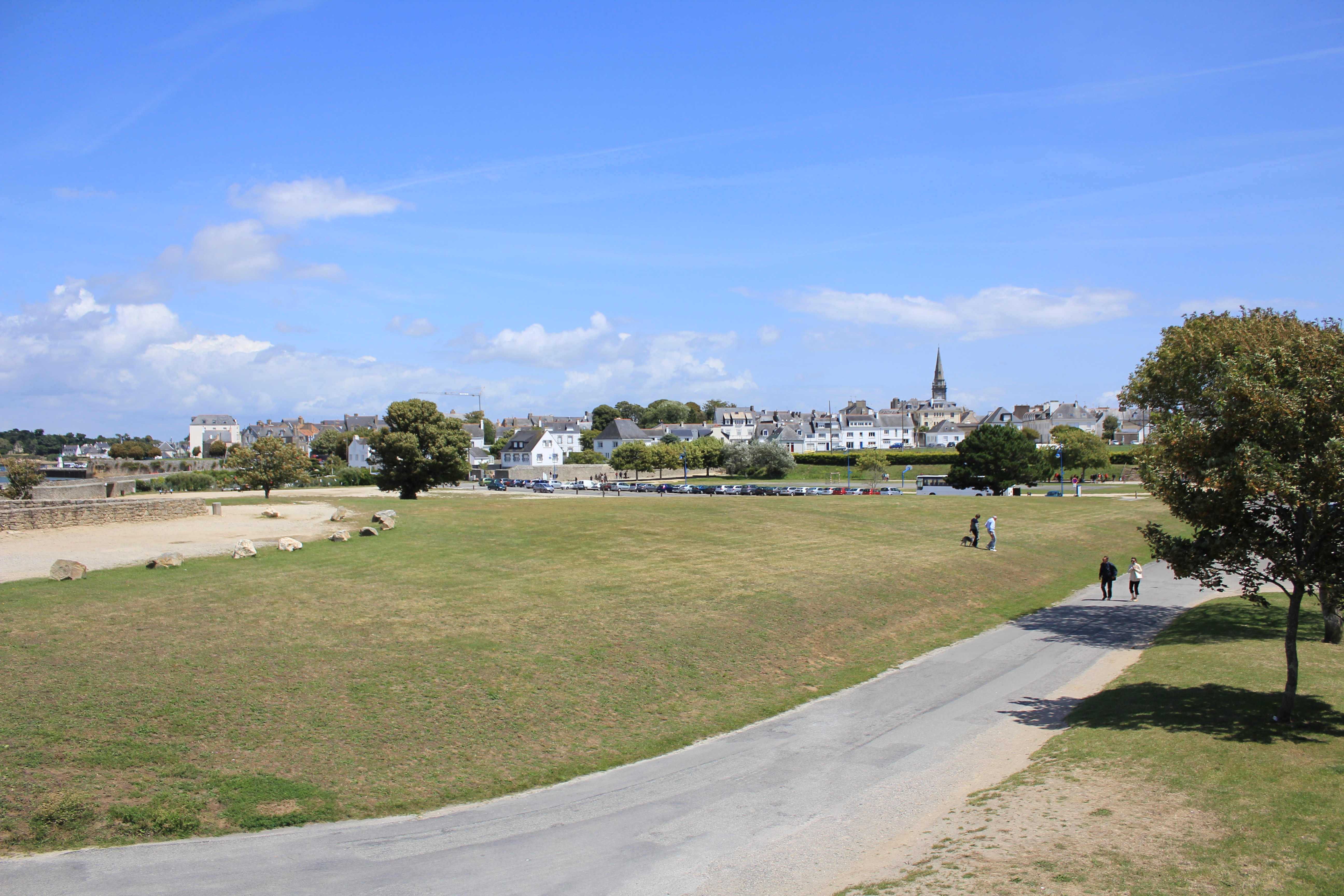
Esplanada frente a la ciudadela.
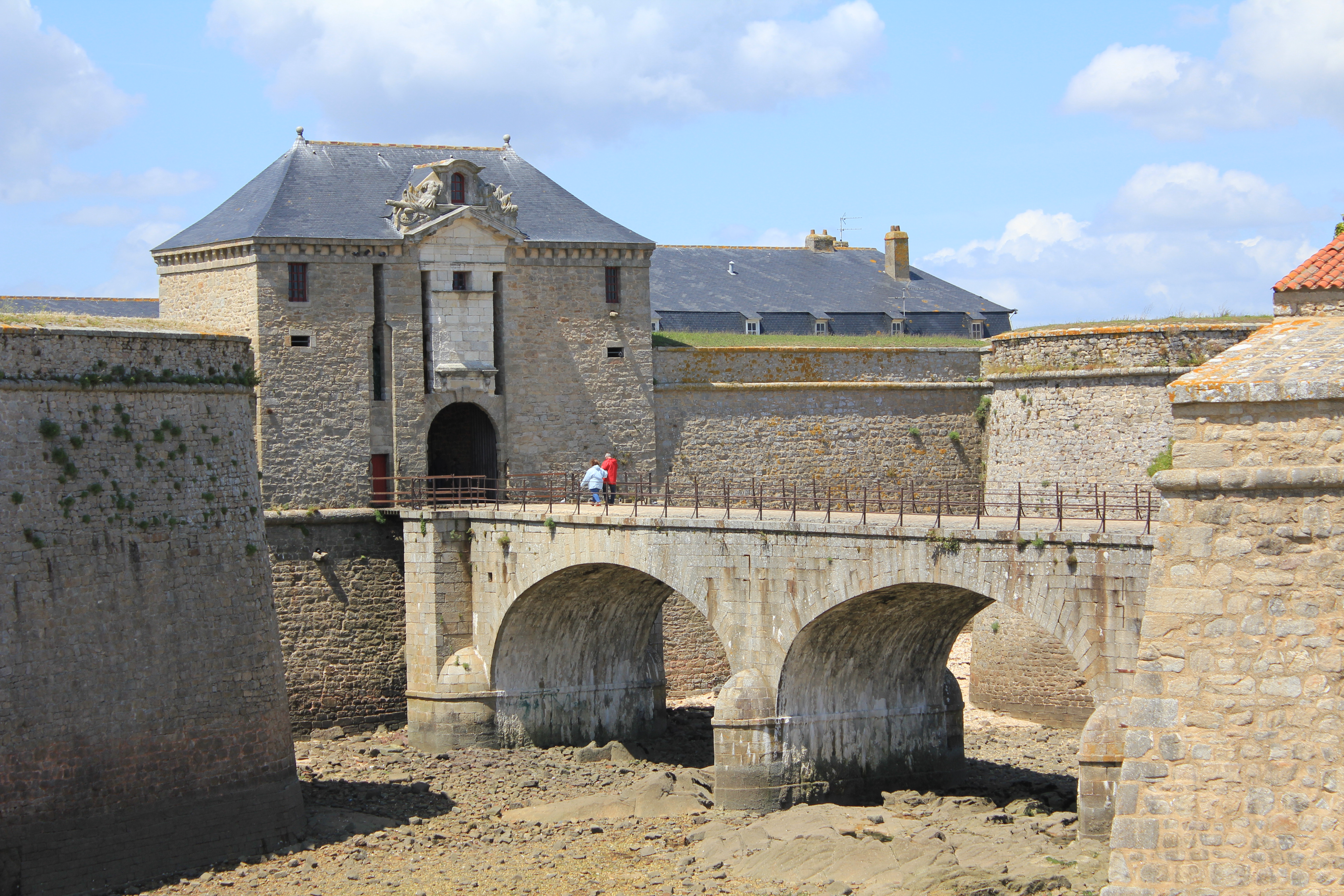
Ciudadela.
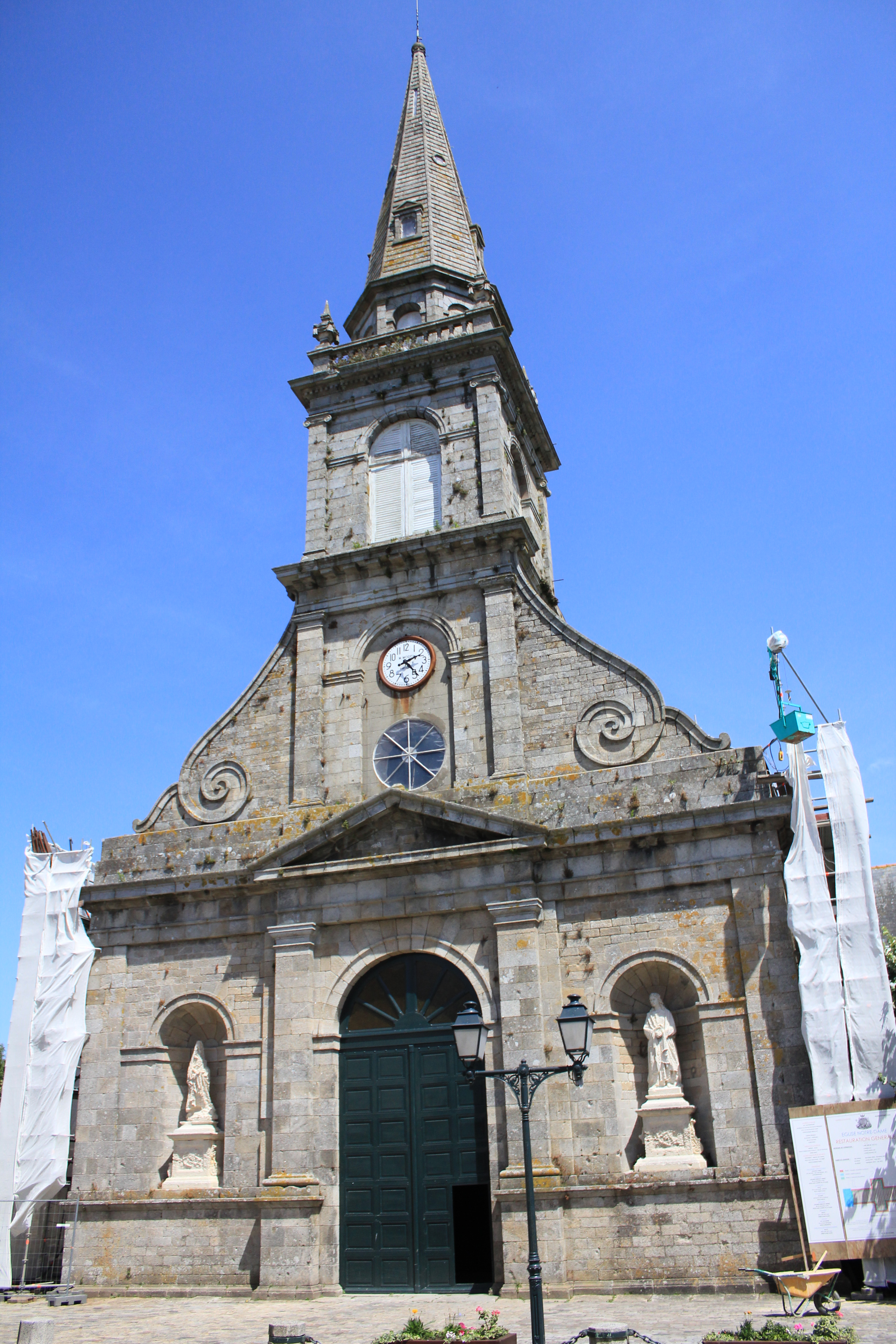
Iglesia Notre-Dame-de-l'Assomption
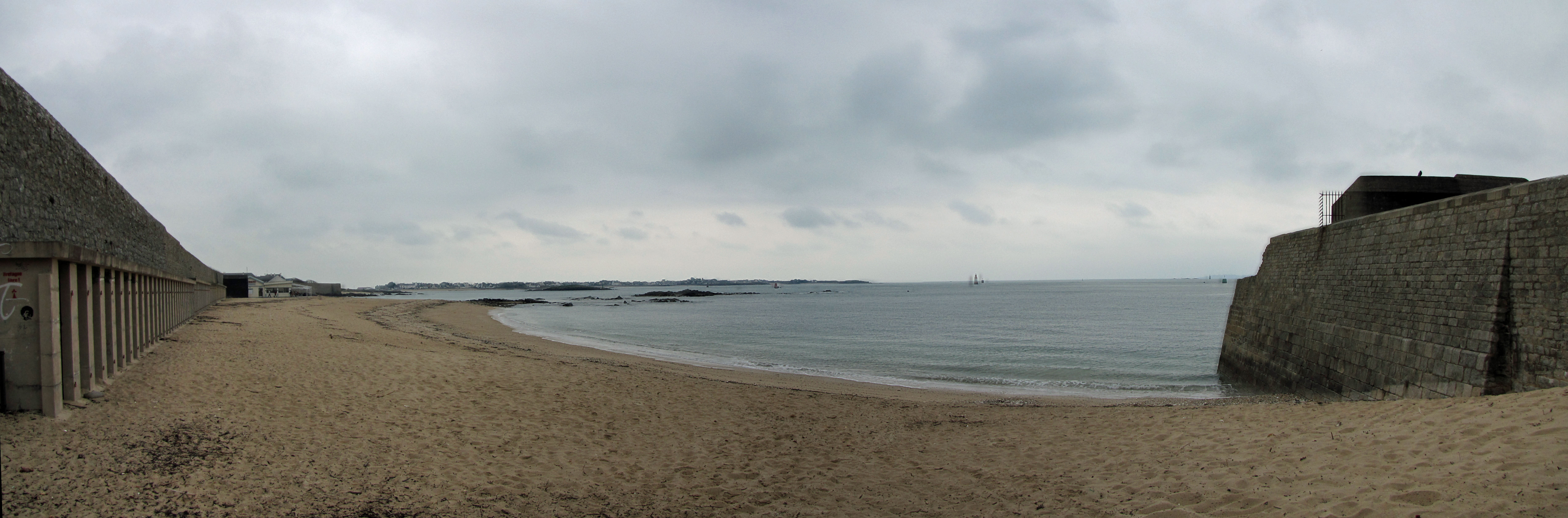
Playa de la ciudadela.
Escudo de Port-Louis.

## Demografía
| 4140 | 3921 | 3715 | 3327 | 2986 | 2808 |
| Para los censos de 1962 a 1999 la población legal corresponde a la población sin duplicidades (Fuente: INSEE [Consultar]) |      |      |      |      |      |

## Transporte
A Port-Louis se puede llegar en coche tanto desde la costa (carretera D781) como desde el interior (autovía N165-E60 y carretera D781), e igualmente a través de transbordadores marítimos y autobuses que lo conectan con Lorient.